# Ildiko Barbu
Ildiko Kerekes Barbu (n. 23 noiembrie 1975, Baia Mare, România, în Baia Mare) este un fost portar de handbal din România și actual antrenor pentru portari al selecționatelor naționale juvenile feminine și al echipei SCM Râmnicu Vâlcea. Ultima echipă la care a jucat ca portar a fost SCM Craiova, unde a purtat tricoul cu numărul 16 și de unde s-a retras din activitate într-un meci disputat împotriva fostei sale echipe, CS Oltchim Râmnicu Vâlcea, pe 17 mai 2013.

## Biografie

### Jucătoare
Ildiko Kerekes și-a petrecut junioratul la echipa Clubului Sportiv Școlar nr. 2 din Baia Mare, cu care a obținut, în perioada 1990-1993, două medalii de aur și trei de bronz la campionatele naționale de junioare pentru diferite categorii de vârstă. În 1993, ea a fost promovată de antrenorul Ioan Băban la echipa de senioare a orașului, numită pe atunci Șuiorul Construcții Baia Mare. În anul 1998, Kerekes s-a transferat la CS Oltchim, cu care a jucat apoi timp de 6 sezoane în cupele europene. 
Între 2003 și 2004 a petrecut un an la Cornexi Alcoa, în Ungaria, iar în 2004 s-a transferat la echipa spaniolă SD Itxako Estella, cu care a jucat finala Cupei EHF, în 2008. În vara aceluiași an s-a întors în România și a mai jucat o semifinală de Cupă EHF cu Rulmentul Brașov, în 2009, apoi a semnat cu SCM Craiova, aflată la acea vreme în Divizia A. În 2010, handbalista a promovat cu Craiova în Liga Națională și a rămas componentă a acestei echipe până la retragerea sa din activitatea de jucătoare, în 2013.
Începând din anul 1991, Kerekes a fost selecționată în echipele României la diferite categorii de vârstă. În 1995, ea a câștigat medalia de aur la Campionatul Mondial pentru Tineret din Aracaju, Brazilia. Cu echipa de senioare a luat parte la trei Campionate Mondiale, în 1999, 2001 și 2003, și la trei Campionate Europene, în 1996, 2000 și 2002. În plus, Ildiko Kerekes Barbu este dublă medaliată cu argint la Campionatul Mondial Universitar, în 1998 și 2000.

### Antrenor
Imediat după meciul de retragere din activitatea de handbalistă, Kerekes Barbu a fost contactată de oficialii HCM Râmnicu Vâlcea, care inițial i-au propus să continue să joace la echipa vâlceană, iar apoi să devină antrenorul pentru portari al acesteia. Barbu a acceptat a doua variantă și ocupă această funcție din data de 1 septembrie 2013. În paralel, începând din 2015, ea este antrenorul pentru portari al selecționatelor naționale feminine de cadete, junioare și tineret ale României.
Tot din anul 2015, Ildiko Kerekes Barbu este antrenor pentru portari în cadrul Centrul Național de Excelență Râmnicu Vâlcea.

### Viața personală
Ildiko Kerekes Barbu a participat la numeroase comunicări științifice și a absolvit numeroase cursuri de pregătire din domeniul handbalului și al sportului în general. Între 2008 și 2013 a fost profesor de sport în școli și licee din mai multe localități, iar de la 1 septembrie 2013 este profesor la Colegiul Energetic Râmnicu Vâlcea. Este căsătorită cu Sorin Alexandru Barbu, manager la ziarul Curierul de Vâlcea și au împreună o fată.

## Palmares

### Ca antrenor
- Liga Națională:
  -  Câștigătoare: 2019

- Supercupa României
  -  Câștigătoare: 2018, 2020 (cu HCM/SCM Râmnicu Vâlcea)

- Cupa României
  - Medalie de argint: 2018, 2020 (cu HCM/SCM Râmnicu Vâlcea)

- Olimpiada Națională a Sportului Școlar
  - Medalie de argint: 2018[17] (cu Colegiul Energetic Râmnicu Vâlcea)

### Ca jucătoare
Cu echipa națională
- Campionatul Mondial pentru Tineret
  -  Medalie de aur: 1995

- Campionatul Mondial Universitar
  -  Medalie de argint: 1998, 2000

- Campionatele Balcanice de Tineret
  -  Medalie de aur: 1992[18]

Cu echipe de club
- Liga Națională
  - Câștigătoare: 1999, 2000, 2002 (cu Oltchim)
  - Locul 2: 2001, 2003 (cu Oltchim)

- Cupa României
  -  Câștigătoare: 1999, 2001, 2002 (cu Oltchim)

- Cupa Spaniei:
  - Medalie de argint: 2008 (cu Itxako)

- Cupa EHF
  - Finalistă: 2008 (cu Itxako)
  - Semifinalistă: 2009 (cu Rulmentul)
  - Sfert-finalistă: 2003 (cu Oltchim)

- Cupa Cupelor EHF
  - Finalistă: 2002 (cu Oltchim)
  - Sfert-finalistă: 2006 (cu Itxako)